# راهبات لوريتو

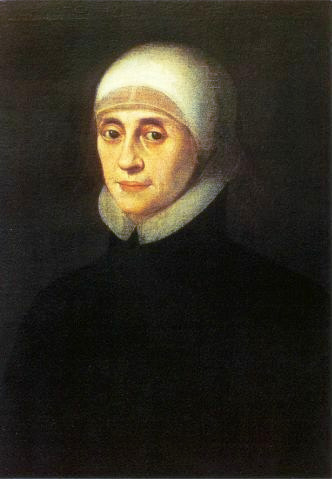
الموقرة ماري وارد، I.B.V.M. (1585-1645)، التي أسست المعهد الديني في 1609

راهبات لوريتو هو معهد السيدة العذراء مريم، والتي يُعرف أعضاؤها باسم «راهبات لوريتو»، هي جماعة دينية كاثوليكية دينية للنساء مكرسة للتعليم تأسست في سان أومير من قبل امرأة إنجليزية تدعى ماري وارد في 1609. أخذت الجماعة اسمها من ضريح ماريان في لوريتو في إيطاليا حيث كان وارد يصلي. أعلن ورد البابا بندكت السادس عشر في 19 ديسمبر 2009.تستخدم راهبات لوريتو الأحرف الأولى من العنوان I.B.V.M. بعد أسمائهم.
اليوم ينخرط التجمع في طائفة واسعة من الوزارات الجديدة: برامج محو الأمية، والتوجيه الروحي، والمشورة، وإدارة الملاجئ للنساء المشردات، بالإضافة إلى العديد من جوانب الحركة من أجل مزيد من العدالة والسلام في العالم.هم ناشطون في كل قارة.تدير لوريتو سيسترز حوالي 150 مدرسة في جميع أنحاء العالم، لتعليم أكثر من 70,000 تلميذ.